# Argumentul designului defectuos
Argumentul designului defectuos, cunoscut și sub denumirea de argument disteleologic, este un argument împotriva existenței unui creator omnipotent și omnibenevolent, bazat pe ideea că o astfel de divinitate nu ar crea organisme cu design-uri percepute ca fiind suboptimale, așa cum se observă în natură.
Argumentul este formulat într-un mod logic de tip modus ponens: dacă „creația” conține numeroase imperfecțiuni, atunci teoria designului divin pare improbabilă ca explicație a originii existenței terestre. Totuși, susținătorii folosesc acest argument mai frecvent sub o formă mai slabă, nu pentru a demonstra inexistența lui Dumnezeu, ci mai degrabă ca o reducere la absurd (reductio ad absurdum) a argumentului designului. Argumentul designului susține că structura complexă a organismelor nu poate fi rezultatul întâmplării, implicând că un creator inteligent le-ar fi proiectat în mod deliberat.
Deși expresia „argumentul designului defectuos” nu este foarte răspândită, acest tip de raționament a fost prezentat sub diferite denumiri precum „design defectuos”, „design suboptimal”, „design neinteligent” sau „disteleologie/disteleologic”. Biologul secolului al XIX-lea, Ernst Haeckel, a aplicat termenul „disteleologie” pentru a descrie organele rudimentare care par inutile pentru viața unui organism. În lucrarea sa din 1868 Natürliche Schöpfungsgeschichte (Istoria creației), Haeckel a dedicat un capitol acestui argument, propunând ironic „o teorie a nepotrivirii părților în organisme” ca o contra-ipoteză la vechea doctrină populară a armoniei părților. În 2005, Donald Wise de la Universitatea din Massachusetts Amherst a popularizat termenul „design incompetent” (un joc de cuvinte bazat pe „design inteligent”), pentru a descrie aspectele naturii percepute ca defecte în design.
Răspunsurile tradiționale ale teologilor creștini presupun, de obicei, că Dumnezeu a creat un univers perfect, dar că folosirea greșită de către omenire a liberului arbitru a dus la coruperea planului divin.

## Prezentare generală

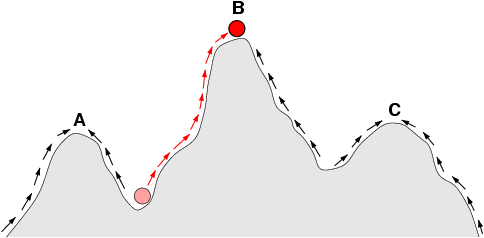
Selecția naturală se așteaptă să împingă adaptabilitatea spre un vârf, dar acel vârf adesea nu este cel mai înalt.

Argumentul designului defectuos susține următoarea logică:
1. Un Dumnezeu creator omnipotent, omniscient, omnibenevolent ar crea organisme care au un design optimal.
2. În realitate, organismele prezintă caracteristici suboptimale.
3. Prin urmare, fie Dumnezeu nu a creat aceste organisme, fie nu este omnipotent, omniscient și omnibenevolent.

Acest argument este folosit uneori ca o reducere la absurd a argumentului designului, care susține că ființele vii sunt prea bine proiectate pentru a fi apărut întâmplător, implicând astfel existența unui creator inteligent, adesea identificat cu Dumnezeu.
Designul defectuos este însă coerent cu predicțiile teoriei evoluției prin selecție naturală, care explică suboptimalitatea prin faptul că trăsăturile evoluează pentru anumite scopuri, dar sunt apoi reutilizate sau abandonate pe măsură ce adaptările evolutive progresează. În termeni de peisaj adaptiv, selecția naturală promovează mutațiile benefice „în sus pe deal”, dar o specie nu poate să treacă de la un vârf mai mic la unul mai înalt fără a traversa o vale a selecției.
Printre susținătorii moderni ai argumentului designului defectuos se numără Charles Darwin, Stephen Jay Gould, Richard Dawkins și Nathan H. Lents, care argumentează că aceste trăsături suboptimale rezultă din procesul gradual și cumulativ al evoluției. Evoluționiștii teiști, în general, resping argumentul designului, menținând însă credința în existența lui Dumnezeu.

## Exemple

#### Defecte fatale la oameni

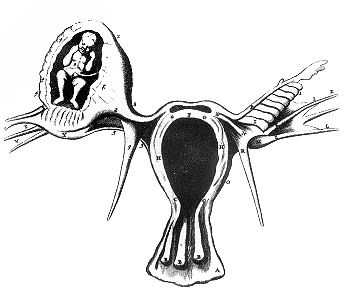
Reprezentare artistică a unei sarcini ectopice. Criticii citează astfel de evenimente biologice comune ca fiind contradictorii cu „analogia ceasornicarului”.

Nathan H. Lents a publicat în 2018 Human Errors, o carte despre designul defectuos în corpul uman. Lucrarea a fost criticată de comunitatea creaționistă, dar bine primită în mediile științifice. Iată câteva exemple de caracteristici suboptimale la oameni:
- Sarcină ectopică: Oul fertilizat se poate implanta în trompa uterină, sau în alte zone, ceea ce poate fi fatal fără intervenție medicală.
- Canalul de naștere: La femei, canalul de naștere trece prin pelvis iar în cazuri extreme, craniul bebelușului poate fi prea mare pentru a trece în mod natural, ducând adesea la deces înainte de dezvoltarea cezarienei.
- Herniile abdominale: Testiculele se formează inițial în abdomen și migrează în scrot, creând puncte slabe în peretele abdominal care predispun la hernii.[10]
- Risc de sufocare: Faringele este un pasaj comun pentru alimente și aer, crescând riscul de sufocare.
- Apendicita: Apendicele uman este vestigial și poate deveni inflamat, provocând deces fără tratament medical.[11]
- Reflexul respirator: Este declanșat de prezența dioxidului de carbon, nu de absența oxigenului, ceea ce poate fi problematic la altitudini mari.[12][13]

#### Alte defecte
- Organe vestigiale: Mușchi precum cel plantar sau mușchii urechilor, fără o utilitate evidentă, sunt exemple de structuri vestigiale.[14][15]
- Malformații spinale: Deformări ale coloanei vertebrale pot cauza afecțiuni ca scolioza sau sciatică, iar măduva spinării nu se poate regenera odată deteriorată.[16]
- Incapacitatea de a produce vitamina C: Spre deosebire de alte animale, oamenii nu pot sintetiza vitamina C,[17] având gena nefuncțională, ceea ce poate duce la scorbut.[18]
- Prevalența bolilor congenitale și a tulburărilor genetice, cum ar fi boala Huntington.
- Probleme cu prostata la bărbați: Uretra masculină trece prin prostată, iar o prostată, mărită poate crea dificultăți urinare.[19]
- Structura ochiului uman: Retina este „inversată”, nervii și vasele de sânge aflându-se la suprafața retinei, ceea ce provoacă un punct mort.[20][21][22][23][24][25]

### Defecte la alte animale
- Nervul laringian recurent: Acesta călătorește de la creier la laringe încolăcind arcul aortic, iar la girafe, lungimea sa suplimentară este semnificativă.

- Clorofila plantelor: Plantele sunt verzi, nu negre, deoarece clorofila absoarbe slab lumina verde, deși o absorbție mai eficientă ar fi benefică energetic.

- Aripile inutile: La păsări ca struții, care nu zboară, aripile nu au utilitate practică, fiind un exemplu de structură vestigială.
- Respirația la balene și delfini: Deși trăiesc în apă, aceștia trebuie să iasă la suprafață pentru a respira, lucru ce complică viața acvatică.

Aceste caracteristici sunt considerate suboptimale, fiind consecințe ale evoluției și adaptării treptate la mediu, mai degrabă decât a unui design perfect.

## Contraargumente

### Exemple specifice
Susținătorul designului inteligent William Dembski contestă prima premisă a argumentului, afirmând că „designul inteligent” nu trebuie neapărat să fie optim.
Deși apendicele era considerat anterior ca având foarte puține funcții, cercetările recente sugerează că are un rol important atât la fetuși, cât și la adulții tineri. În jurul săptămânii a 11-a de dezvoltare, în apendicele fătului uman apar celule endocrine care produc amine biogene și hormoni peptidici, substanțe implicate în mecanisme de control biologic (homeostatic). La adulții tineri, apendicele îndeplinește și funcții imune.

### Răspunsuri la contraargumente
În legătură cu afirmația că o parte din ADN-ul „junk” are totuși funcții specifice, susținătorii designului defectuos subliniază că, deși unele secțiuni ale ADN-ului necodificat sunt funcționale, genomul uman conține și pseudogene – rămășițe nefuncționale ale proceselor evolutive. De asemenea, există secțiuni ale ADN-ului care pot fi modificate fără efecte observabile asupra organismului. Studiul original care sugera că pseudogenul Makorin1-p1 ar avea o funcție a fost contestat, deși este încă frecvent citat în cercetările mai noi despre pseudogene considerate anterior nefuncționale.

## Ca argument asupra existenței lui Dumnezeu
Argumentul designului defectuos este uneori folosit pentru a pune sub semnul întrebării existența unei divinități cu atribute precum omnipotența, omnisciența sau omnibenevolența. Într-o formă mai blândă, este adus ca argument al posibilei incompetențe a unui designer divin. Existența aparentului „design defectuos” și „risipa” în procesul evolutiv par să sugereze fie un designer slab, fie lipsa oricărui designer. Stephen Jay Gould exprimă această idee astfel: „Dacă Dumnezeu ar fi proiectat o mașinărie frumoasă pentru a-și reflecta înțelepciunea și puterea, cu siguranță nu ar fi folosit o colecție de piese confecționate pentru alte scopuri. Orhideele nu sunt create de un inginer ideal; ele sunt improvizate...”.
Unii evoluționiști teiști interpretează designul aparent suboptimal al organismelor ca un argument pentru o divinitate creatoare care utilizează selecția naturală ca mecanism de creație. Susținătorii designului defectuos consideră că această abordare este o falsă dilemă, sugerând că fie o divinitate a creat perfect viața, fie designul imperfect indică absența unui creator. Această poziție permite susținătorilor designului inteligent să selecteze anumite trăsături considerate dovezi ale unui designului inteligent făcând astfel teoria nefalsificabilă. Creștinii care susțin designul inteligent și creaționismul pot argumenta că un design bun arată inteligența creativă a unui Dumnezeu, în timp ce defectele de design sunt văzute ca o consecință a căderii omului și a păcatului.